# Hochwasser der Ahr am 13. Juni 1910

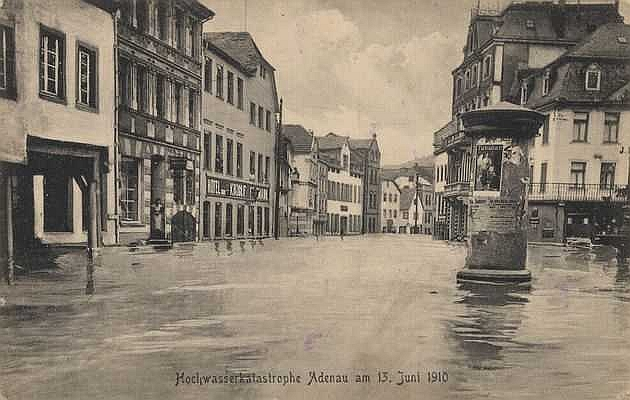
Das überflutete Adenau

Das Hochwasser an der Ahr vom 13. Juni 1910 war eine der größten historisch bezeugten Hochwasserkatastrophen im Ahrtal.
Die Ahr ist ein linker Nebenfluss des Rheins.

## Geschichte
Es existieren Hochwassermarken in Altenahr, Dernau und Walporzheim sowie Fotos des Hochwassers in Bad Neuenahr, anhand deren sich die folgenden Scheitelabflüsse rekonstruieren lassen: in Altenahr 496 m³/s, Dernau 549 m³/s, Walporzheim 541 m³/s und Bad Neuenahr 585 m³/s. Zum Vergleich beträgt der mittlere Abfluss der Ahr an ihrer Mündung etwa 8 m³/s, und der größte am Pegel Altenahr vor dem Hochwasser des Jahres 2021 gemessene Wert beläuft sich auf 236 m³/s (Hochwasser am 2. Juni 2016).
Das Hochwasser verzögerte den Ausbau der Ahrtalbahn und zerstörte Gerüste, Kantinen und fast alle Straßenbrücken.
Der Schaden der Privathaushalte und Gemeinden betrug in den Kreisen Adenau und Ahrweiler etwa 2,7 Millionen Mark (entspricht heute etwa 19,1 Millionen EUR). Hinzu kamen die Zerstörungen beim Eisenbahnbau und die Schäden an staatlichen Bauten. Der Schaden verteilte sich mit 1,5 Millionen auf den Kreis Adenau und 1,2 auf den Kreis Ahrweiler.
In den 1920er Jahren wurden wegen der Hochwasserkatastrophe 1910 konkrete Pläne zum Hochwasserschutz erarbeitet. Dazu zählten Hochwasserrückhaltebecken, die insgesamt 11,3 Millionen Kubikmeter Wasser hätten zurückhalten können. Diese Planungen wurden jedoch zugunsten des Baus des Nürburgrings zurückgestellt und bis heute nicht realisiert.